# Religia starożytnej Grecji

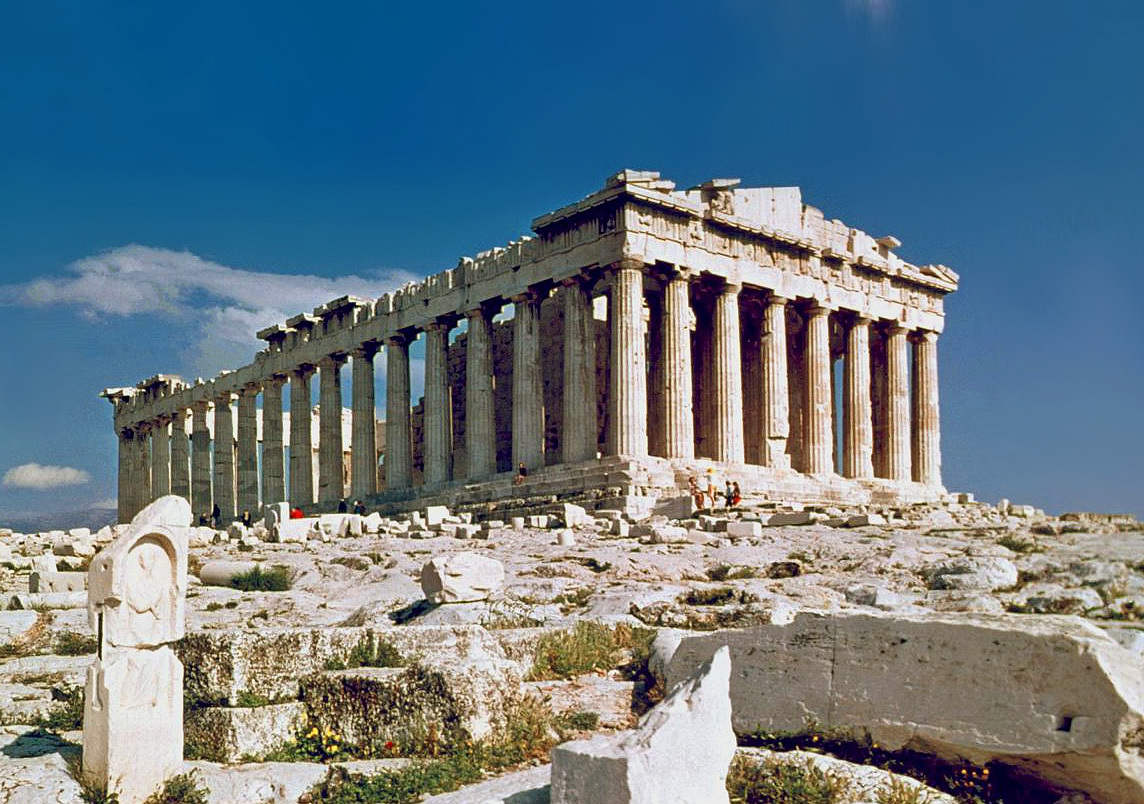
Świątynia Partenon

Religia starożytnej Grecji – politeistyczny kult starożytnej Grecji.
Religia antycznych Greków w trakcie swojego rozwoju znajdowała się pod wpływem kultów wschodnich, które odegrały dużą rolę w kształtowaniu się formy, jaką przyjęła w okresie klasycznym (V i IV wiek p.n.e.).